# Kasime Adilo

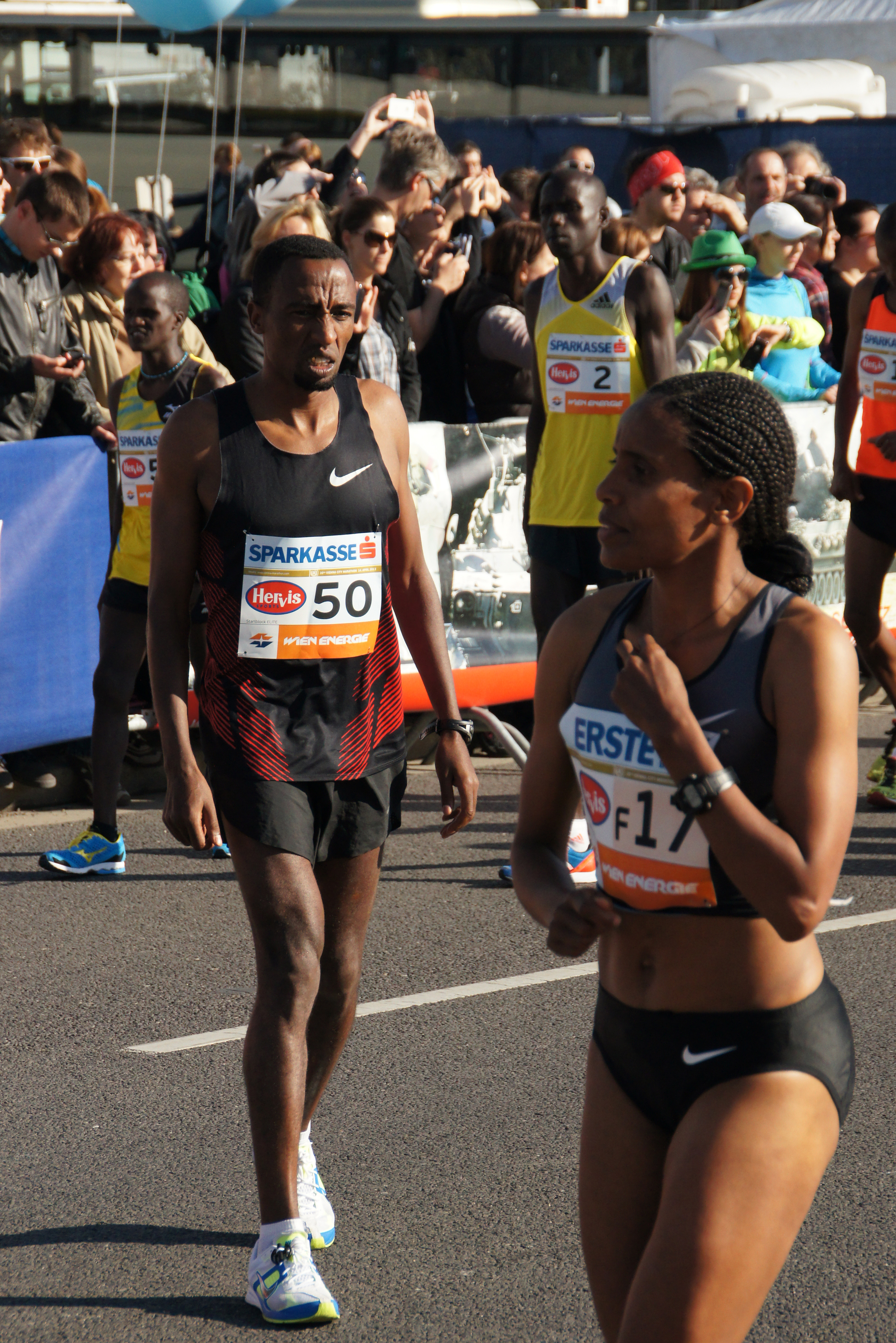
Kasime Adilo (Nr. 50) und Eyerusalem Kuma vor dem Start zum VCM 2013.

Kasime Adilo (auch: Kasime Adilo Roba oder Kasine Adilo; * 25. Januar 1979) ist ein äthiopischer Marathonläufer.
2005 gewann er den Reims-Marathon in 2:12:09 h. Im darauffolgenden Jahr platzierte er sich als Zweiter beim Ottawa-Marathon, gehörte aber zu einer Gruppe von Athleten, die wegen einer Fehlleitung eine um 400 m zu kurze Strecke gelaufen waren, weswegen seine Zeit von 2:10:48 annulliert wurde.
2007 wurde er Dritter beim Toronto Waterfront Marathon in seiner persönlichen Bestzeit von 2:10:20, und 2008 gewann er nach einem zweiten Platz beim Houston-Marathon und einem fünften Platz beim Boston-Marathon den Istanbul-Marathon. 2009 gelang ihm erneut ein Sieg in Istanbul.
Kasime Adilo lebt in Addis Abeba und wird von seinem älteren Bruder Haji Adilo trainiert. Er ist mit seiner Läuferkollegin Teyba Erkesso verheiratet.